# Lenophyllum acutifolium
Lenophyllum acutifolium är en fetbladsväxtart som beskrevs av Joseph Nelson Rose. Lenophyllum acutifolium ingår i släktet Lenophyllum och familjen fetbladsväxter. Inga underarter finns listade i Catalogue of Life.